# Adam Dowgird
Adam Jan Dowgird (ur. 13 listopada 1913 w Ejragole-Dowgirdowie na Żmudzi, zm. 27 maja 1994 w Białymstoku) – polski lekarz, działacz mniejszości polskiej w Litwie kowieńskiej.

## Życiorys
Wczesne dzieciństwo spędził w Charkowie, do którego wysłany został przez rząd rosyjski jego ojciec, inżynier pracujący na kolei. W 1919 roku wraz z matką i rodzeństwem powrócił na Litwę do zniszczonego majątku w Dowgirdowie.
W latach 1926–1931 uczęszczał do polskiego gimnazjum w Poniewieżu, po ukończeniu którego zapisał się na Wydział Przyrodniczy Uniwersytetu Witolda w Kownie, a w 1932 roku został studentem medycyny.
Podczas studiów stanął na czele "Zjednoczenia Polaków Studentów Uniwersytetu Witolda Wielkiego", udzielał się też w Polskim Klubie Sportowym "Sparta".
Od wczesnych lat trzydziestych zaangażowany w życie polskiej mniejszości na Litwie, stanął w opozycji młodych wobec władz ZPL "Pochodnia".
Po uzyskaniu dyplomu doktora medycyny w 1938 roku praktykował w Kownie, a po 1940 roku został chirurgiem w Wilnie.
W czasie II wojny światowej członek AK i komendant jej kowieńskiego podokręgu. Od wiosny 1944 roku pracował w Wilnie jako lekarz w więzieniu na Łukiszkach, gdzie wystawiał fałszywe świadectwa medyczne przetrzymywanym tam Polakom.
W 1944 roku uczestniczył w operacji Ostra Brama, po której udało mu się zbiec na Podlasie. W latach 1944–1946 pracował jako lekarz w białostockim oddziale LWP, po czym skierowano go do Hajnówki w celu organizacji tamtejszego szpitala powiatowego, którego został dyrektorem.
W 1953 roku powrócił do Białegostoku, gdzie objął stanowisko dyrektora Wojewódzkiego Szpitala im. J. Śniadeckiego. W 1958 roku doktoryzował się, a po pięciu latach uzyskał habilitację.
Brat Jerzego Dowgirda.